# Тиамат
Вижте пояснителната страница за други значения на Тиамат.
Тиамат (или Гана) е древната богиня-майка във вавилонската и шумерската митология, централна фигура в епопеята за сътворението „Енума Елиш“. Тя съответства на Гея от гръцката митология и е олицетворение на началото на соленоводния океан като противоположност на Апсу, началото на чистия сладководен океан. Тя е символ на хаосът на изначалното създаване, изобразяван като жена, тя представлява красотата на женското, изобразявана като блестяща.
Предполага се, че е имало две части от мита за Тиамат, в първата от които Тиамат е богиня-създателка, която, чрез „свещен брак“ между солената и сладката вода, мирно създава космосът чрез своите поколения. Във втората част от мита, наречена Chaoskampf, Тиамат се счита за чудовищното олицетворение на изначалния хаос. Някои източници я идентифицират с образа на морска змия или дракон.
В „Енума Елиш“, вавилонската епопея на сътворението, тя ражда първото поколение от божества; нейният съпруг, Апсу, разбира, че те планират да го убият и да вземат трона му, затова им обявява война и бива убит. Разярена, тя също започва война срещу убийците на нейния съпруг, приемайки формата на огромен морски дракон. Тогава бива убита от сина на Енки, богът на бурята Мардук, който бил въоръжен с мрежа, четири вятъра и множество оръжия, теглен на колесница от четири коня, които не познавали умора. След като разчленил тялото на Тиамат Мардук оформя небесата и земята от нейното разделено тяло, но не и преди тя да създаде чудовищата от месопотамския пантеон, като първите дракони, в чиито вени плувала отрова вместо кръв. Митът за Тиамат е един от първите открити версии на Chaoskampf, битката между културният герой и хтоничното или водно чудовище, змия или дракон.
По-късно Тиамат е била позната и като Thalatte (като вариант на thalassa, гръцката дума за море), описана в първия том на всеобщата история от елинистичния вавилонски писател Berossus. Торкилд Джакобсен и Уолтър Бъркерт също откриват връзка на името Тиамат с акадската дума за море.